# Fathia Ali Bourrale
Fathia Ali Bourrale (ur. 14 października 1987) – dżibutyjska lekkoatletka, sprinterka, olimpijka.
Brała udział w igrzyskach w Pekinie, startując w biegu na 100 metrów kobiet – odpadła w eliminacjach, z czasem 14,29.

## Rekordy życiowe
- Bieg na 100 metrów – 13,45 (2008) rekord Dżibuti[1]
- Bieg na 200 metrów – 28,01 (2008) rekord Dżibuti[2]